# Domenico Gallo (scrittore)
Domenico Gallo (Genova, 10 luglio 1959) è uno scrittore e traduttore italiano, particolarmente attivo nel genere della fantascienza e della letteratura americana.
Ha vinto tre volte il Premio Italia. Dirige la collana Fantascienza e Società delle Mimesis Edizioni.

## Biografia
È uno gli appassionati più attivi del mondo della fantascienza italiana. Nel 1979 dà vita a Crash, una pubblicazione underground dedicata alla critica della fantascienza (due numeri), poi, assieme a Bruno Valle, è il curatore di Intercom, la più duratura fanzine italiana della storia della fantascienza (149 numeri), poi diventata una webzine. Negli anni Settanta è stato attivista di Un'Ambigua Utopia, il collettivo marxiano di studi sull'immaginario.

## Opere

### Racconti
(principali edizioni italiane)
- L'ultima cordata, in Futuro Aosta, Gribaudo Edizioni, 1991
- E questa vita un lampo, in My Generation, Edizioni Nuova ERI, 1994
- Bacteriological Night Fever, in I racconti dell'apocalisse, Edizioni S.E.I., 1996
- Gli spazi di Hilbert, Futuro Europa n. 22, 1998
- Futuri di libertà, A/Rivista Anarchica n. 247, 1998
- Il fuoco brucia la tua virtù, in Make Love with Design, Costa e Nolan, 1999
- Buona fortuna vecchio, Futuro Europa n. 26, 1999
- Front End Dance, in Sangue sintetico Edizioni PeQuod, 1999
- La patria del ribelle, Futuro Europa n. 29, 2001
- Impossibile dormire la notte qui, in Il futuro nel sangue, Edizioni Red, 2003
- Il riflesso nero del vinile, Futuro Europa n. 33, 2003
- I battitori del crepuscolo, Futuro Europa n. 46, 2006
- Negras tormentas, in Notturno alieno, Edizioni Bietti, 2011
- Il parco dei morti, IF - Insolito e Fantastico n. 9, 2012
- Vedi la mia gente che non può morire, in Robot n. 78, 2016

### Saggi
- La fantascienza e la critica: il contributo italiano, in La Città e le Stelle. Studi e Ricerche sulla Fantascienza n. 5, Editrice Nord, 1986
- Il Sogno di Galileo e l'incubo di Philip K. Dick, In Philip K. Dick. Il sogno dei simulacri, Editrice Nord, 1989
- Il corpo anni Novanta del cyberpunk, Alphaville. Temi e luoghi dell'immaginario di genere 1, Telemaco, 1992
- La scienza degli oggetti inesistenti, Virtual n. 4, 1993
- Fantascienza italiana: la terra dei cactus, Pulp Libri n. 10, 1997
- Profilo di Neal Stepheson, Pulp Libri n. 10, 1997
- Rudy Rucker, fantascienza quantistica, Pulp Libri n.12, 1998
- The science fiction of complaint, Carmilla n. 1 , 1998
- Profilo di Greg Egan in Pulp Libri n.18, 1998.
- Dracula, il signore della notte nella città della luce (con Antonio Caronia), Alphaville n. 1998
- Introduzione a Invito al Palazzo del Deviante, in Tim Powers, Invito al palazzo del Deviante, Fanucci, 2000
- Morte e resurrezione della fantascienza, Carmilla n. 3, 2000
- Filosofia della sorveglianza, in Carmilla n. 2, 2000
- Bibliografia Dickiana (con Claudio Asciuti), Pulp 24, 2000
- Progettare il potere. Dalla riscrittura della storia alla lotta per il futuro, Carmilla n. 4, 2001
- Profilo di Michael Moorcock, Pulp Libri n. 31, 2001
- Profilo di Miles Davis, Pulp Libri n. 32, 2001
- Profilo di Thierry Jonquet, Pulp Libri n. 32, 2001
- Profilo di Lèon Malet, Pulp Libri n. 38, 2002
- L'America è tremenda. Riflessioni sull'immaginario americano, Carmilla n. 5, 2002
- I lanci di dadi di Robert Coover, Pulp Libri n.37, 2002
- Avvampando gli angeli caddero: Blade Runner, Philip K. Dick e il cyberpunk, in Lo sguardo degli angeli. Intorno e oltre «Blade Runner», ControSegni 19, Testo & Immagine, 2002
- Profilo di Anthony Burgess, Pulp Libri n.43, 2003
- La fantascienza italiana e la discutibile moralità della signora Bloom, Robot 42, Delos Books, 2003
- Profilo di Stanislaw Lem, Pulp Libri n.44, Pulp 44, 2003
- Profilo di Antony Burgess, Pulp Libri n. 43, 2003
- Profilo di James G. Ballard In Pulp Libri n.47, 2004
- Atlante ballardiano (con Fabio Zucchella), Pulp Libri n.47, 2004
- Profilo di William Gibson, Pulp Libri n.49, 2004
- I giorni dell'impero sono finiti, Carmilla n. 6, 2004
- Samuel Delany, nel cuore delle stelle, Pulp Libri n. 55, 2005
- I giorni e le opere, in La macchina della paranoia. Enciclopedia dickiana, X Book, Agenzia X, 2006
- Genova e l'immaginario, in Avvisi ai naviganti, De Ferrari, 2006
- La lotteria del sistema solare in Trasmigrazioni. I mondi di Philip K. Dick, Le Monnier, 2006
- Letteratura divergente. James G. Ballard e la fantascienza radicale, in La città e la violenza. I mondi urbani e post-urbani di James G. Ballard, Otium Edizioni, 2007
- Lunga vita alla nuova carne, in Psiche n. 2, 2007
- 1977: letture dell'anno terribile, Pulp Libri, n. 68, 2007
- L'esordio mancato di Philip Dick, Pulp Libri n. 73, 2008
- Centri commerciali, non luoghi, morti viventi, in IF - Insolito e Fantastico n. 2, 2009
- Profilo di Lino Aldani, Pulp Libri n. 80, 2009
- Profilo di Norman Mailer, Pulp Libri n. 84, 2010
- Profilo di Loriano Macchiavelli, Pulp Libri n. 87, 2010
- Le società distorte di Anthony Burgess, in IF - Insolito e Fantastico n. 7, 2011
- Alieni, spie, infiltrati, in IF - Insolito e Fantastico n. 9, 2011
- Simbolo e silenzio, tra fantascienza e fantastico, Robot n. 64, 2011
- Profilo di Vittorio Curtoni, Pulp Libri n. 95, 2012
- L'enorme tragedia del sogno. Destra e letteratura, Pulp Libri n. 96, 2012
- Gli scritti fantastici di Mario Soldati, in IF - Insolito e Fantastico n. 11, 2012
- Scritture di fantascienza di Corrado Alvaro, in IF - Insolito e Fantastico n. 11, 2012
- Tecnologia, apocalisse, Fantascienza, in IF - Insolito e Fantastico n. 10, 2012
- Cyberpunk, in Guida alla Letteratura di Fantascienza, Odoya, 2013
- Guerra, in Guida alla Letteratura di Fantascienza, Odoya, 2013
- Mutazioni, in Guida alla Letteratura di Fantascienza, Odoya, 2013
- Politica e guerra fredda, in Guida alla Letteratura di Fantascienza, Odoya, 2013
- Sovrappopolazione, in Guida alla Letteratura di Fantascienza, Odoya, 2013
- Profilo di Robert Sheckley, Pulp Libri n. 101, 2013
- Le onde anomale dell'ucronia, ovvero ripensare la storia attraverso la letteratura, in Giampietro Stocco, La corona perduta, Cordero Editore, 2013
- Futuri della Guerra Fredda, in Fantascienza: Guerra Sociale?, Mimesis Edizioni, 2013
- Le prime storie della Resistenza, Carmilla, 2019

### Interviste
- Intervista a Vittorio Curtoni, Pulp Libri n. 19, 1999
- Intervista a Norman Spinrad, Pulp Libri n. 33, 2001
- Intervista a Maurizio Maggiani, Pulp Libri 41, 2003
- Intervista a Maggie Gee, Pulp Libri n. 78, 2009
- Intervista a Simone Sarasso, Pulp Libri n. 80, 2009
- Intervista a Jim Nisbet, Pulp Libri n. 85, 2010
- Intervista a Bruno Morchio, Pulp Libri n. 88, 2010
- Intervista a Philippe Djian, Pulp Libri n. 95, 2012
- Intervista a Zachar Prilepin, Pulp Libri 100, 2012

### Saggi in volume
- (con Antonio Caronia) Houdini e Faust: breve storia del cyberpunk, Baldini e Castoldi, Milano, 1997
- (con Antonio Caronia) Philip K. Dick. La macchina della paranoia. Enciclopedia dickiana, Agenzia X, Milano, 2006
- (curatore, con Italo Poma) Racconti della Resistenza, Sellerio, Palermo, 2013
- Il ribelle del pensiero. Albert Einstein e la nascita della fisica quantistica, Mimesis, Milano, 2016
- (curatore, con Marco Codebò) Fermammo persino il vento. Racconti e letteratura di partigiani, Shake, Milano, 2021

### Curatele
- NeXt-Stream. Lo zar non è morto (con Lukha B. Kremo, Avatar, Kipple Offcina Libraria, Genova, 2020

## Premi
- Go to label zero, Premio Italia della Fantascienza 1992 (categoria racconto non professionale)
- Carcinoma tango, Premio Italia della Fantascienza 1995 (categoria racconto non professionale)
- Houdini e Faust (con Antonio Caronia), Premio Italia della Fantascienza 1998 (categoria saggio)
- I battitori del crepuscolo, Premio Italia della Fantascienza 2002 (categoria racconto professionale)